# جي. آي. جو (لعبة فيديو 1991)
جي. آي. جو: البطل الأمريكي الحقيقي (بالإنجليزية: G.I. Joe: A Real American Hero)‏ ، هي لعبة فيديو إلكترونية من نوع أكشن ومنصات، أنتجها شركة كيد اليابانية ونشرها شركة تاكسان سنة 1991م، وعرضت في الأسواق الأمريكية حصراً.